# K Records
K Records est un label indépendant américain, basé à Olympia, Washington aux États-Unis. Il est fondé en 1982 par Calvin Johnson.

## Historie
Johnson fonde K Records dans le but de distribuer les cassettes d'un groupe local, The Supreme Cool Beings, qu'il avait enregistrées pour son émission de radio à la station KAOS (FM) de l'Evergreen State College. Selon l'auteur Gina Arnold, la lettre « K » signifiait à l'origine knowledge, c'est-à-dire connaissance des scènes musicales underground régionales et de la musique en général, mais Johnson a déclaré que « la raison pour laquelle le nom est K n'est pas claire ».
K était géré depuis la cuisine de Johnson à Olympia jusqu'en janvier 1986, date à laquelle il a embauché Candice Pedersen pour 20 dollars par semaine et des crédits universitaires à l'Evergreen State College. Pedersen est devenue partenaire à part entière en 1989 jusqu'à ce qu'elle vende sa moitié du label à Johnson en 1999. En 2016, Pedersen déclare à The Stranger que la séparation s'était faite en « mauvais termes » et que Calvin avait accepté à contrecœur un plan de paiement pour sa part, qui devait être remboursée sur une période de 20 ans.
Le premier disque vinyle du label est le 45 tours Beat Happening sorti en 1984, Our Secret / What's Important, mais la majeure partie des premières sorties du label se fait sur cassettes, avec « environ 20 » sorties de cassettes notées dans une interview de Flipside en 1986, en plus de « 4 autres en cours de réalisation ».
Johnson note que : « La cassette est très utile pour une scène locale comme Olympia, car un groupe peut en sortir une sans avoir à dépenser ses économies. S'ils devaient imprimer 500 disques, leurs économies s'envoleraient. Mais si on fait une cassette, on en fait autant que nécessaire, elles sont bon marché et si on ne les vend pas, on les utilise tout simplement. »
Ce grand groupe de cassettes locales est transformé en une entreprise de distribution par correspondance, qui est finalement devenue un emploi à plein temps pour Johnson et Pederson. Un bulletin d'information a été publié pour soutenir l'opération de vente par correspondance, qui en 1986 avait un tirage d'environ 2 000 exemplaires. Le label bénéficie également d'un accord de distribution précoce avec Rough Trade en 1985.
La liste de distribution de K s'élargit à mesure que Johnson s'adressait à des artistes indépendants qu'il avait découverts lors de son émission de radio à KAOS-FM. Les artistes sont distribués par le biais des bulletins d'information de K et des compilations de cassettes.
Mariella Luz, employée de longue date, est actuellement directrice générale. En 2016, plusieurs artistes de la liste de K ont fait part de leurs préoccupations concernant leurs paiements non versés par le label, Kimya Dawson (chanteuse des Moldy Peaches et artiste solo) décrivant le label comme un « navire saboté en train de couler ». Phil Elverum des Microphones et Jared Warren de KARP ont également parlé de retards de paiement et de difficultés à s'engager avec le label. Johnson a déclaré que K liquidait ses avoirs pour honorer ses dettes envers les artistes, mais a affirmé que le label n'était pas en faillite,.

## Groupes et artistes
- All Girl Summer Fun Band
- The Beakers
- Beat Happening
- Behead the Prophet
- Black Anger
- Beck
- Bedroom Produksionz
- Blackouts
- The Blow
- Cadallaca
- Chicks on Speed
- C.O.C.O.
- The Crabs
- Sarah Dougher
- Dennis Driscoll
- Dub Narcotic Sound System
- DNSS meets Jon Spencer Blues Explosion
- Electrosexual
- Enemymine
- Gaze
- Gene Defcon
- Gossip
- The Halo Benders
- Heavenly
- Internal / External
- Invisible Shield
- IQU
- Jeremy Jay
- KARP (en)
- Kimya Dawson
- Jason Anderson
- Landing
- Little Wings
- Love As Laughter
- Lois
- Make-Up
- Marine Research
- Maher Shalal Hash Baz
- Mecca Normal
- The Microphones (en)
- Mount Eerie
- Miranda July
- Modest Mouse
- Mirah
- Old Time Relijun
- Sandman
- The Shinin'
- Take One
- The Spells
- The Softies
- The Subdebs
- Shonen Knife
- Supreme Cool Beings
- Some Velvet Sidewalk
- Tender Forever
- Tender Trap
- Tilson
- Jason Traeger
- White Rainbow
- Yume Bitsu

## Dans la culture populaire
Los Campesinos! citent un « t-shirt K Records » dans la chanson Knee Deep at ATP, tandis que le premier single The International Tweexcore Underground fait directement allusion à l'International Pop Underground du label.
Nothing Painted Blue a sorti une chanson, K for Karnival, qui est en partie un hommage à K Records ; elle répète plusieurs fois Who put the shield around the K ? (« Qui a protégé le K au bouclier ? »), en référence au bouclier de style inter-états qui entoure la lettre K dans le logo de K Records.
Kurt Cobain avait le logo de K Records en autocollant sur sa Fender Stratocaster blanche et en tatouage sur son avant-bras, disant que c'était pour « rappelez-moi de rester un enfant »,. La chanson Lounge Act sur Nevermind fait référence à son logo tatoué dans la ligne, I'll arrest myself and wear a shield (« Je vais m'arrêter et porter un bouclier »). Cobain a également joué de la guitare sur un album de K Records, Bikini Twilight, avec Johnson, sorti sous le nom de The Go Team.
La chanson Olympia de Hole (créditée comme Rock Star sur Live Through this) a été modifiée lors d'une prestation à l'émission de John Peel pour faire référence à Johnson et à K Records.
En 2015, la chanson Stinks to be You du groupe de rock indépendant Strange Ranger de Philadelphie contient une ligne de paroles faisant référence au label : In '89 I'd sign to K, In '92 you'd think I'm cool.